# Коноша
Ко́ноша (рос. Коноша) — селище міського типу в Архангельській області Росії. Адміністративний центр Коноського району і Коноського міського поселення. Вузлова станція Північної залізниці - Коноша I.